# Johann Heinrich Friedrich Schlotheuber
Johann Heinrich Friedrich Schlotheuber (* 28. oder 30. Juli 1789 in Hannover; † 12. Januar 1866 in Flegessen, Kreis Springe) war ein Bryologe. Sein offizielles botanisches Autorenkürzel lautet „Schlotheuber“.

## Leben
Der Sohn des Leihhaus-Registrators und Senators Johann Julius Schlotheuber (1746–1824; Sohn des Heinrich Wilhelm Schlothäuber und der Friderica Wilhelmina Rodewaldt; verheiratet ab dem 4. Mai 1787 mit Anna Dorothea Sürssen, 1756–1821, Tochter des Heinrich Gerhard Suerssen und der Anna Margaretha Wendt) besuchte das Gymnasium in Hannover, studierte 1808–1809 in Göttingen Theologie und wurde zunächst Hauslehrer bei Herrn von Stietenkron auf Welsede. Am 9. Oktober 1816 wurde er ordiniert und mit dem 1. Dezember 1816 zum Adjunkt in Flegessen ernannt. Nach dem Tod seines Amtsvorgängers Johann Heinrich Friedrich Krüger wurde er im Mai 1821 Pastor an der St.-Petri-Kirche in Flegessen.
Schlotheuber legte ein umfangreiches Herbar mit Moosen aus dem Süntel und dem Ith an, die er zusammen mit Ernst Hampe aus Blankenburg bestimmte. Das Herbar hat nach seinem Tod König Georg V. aufgekauft und dem hannoverschen Museum vermacht.
Schlotheuber war Mitglied im Corps Hannovera Göttingen.